# Entrenador del año de la NBCA

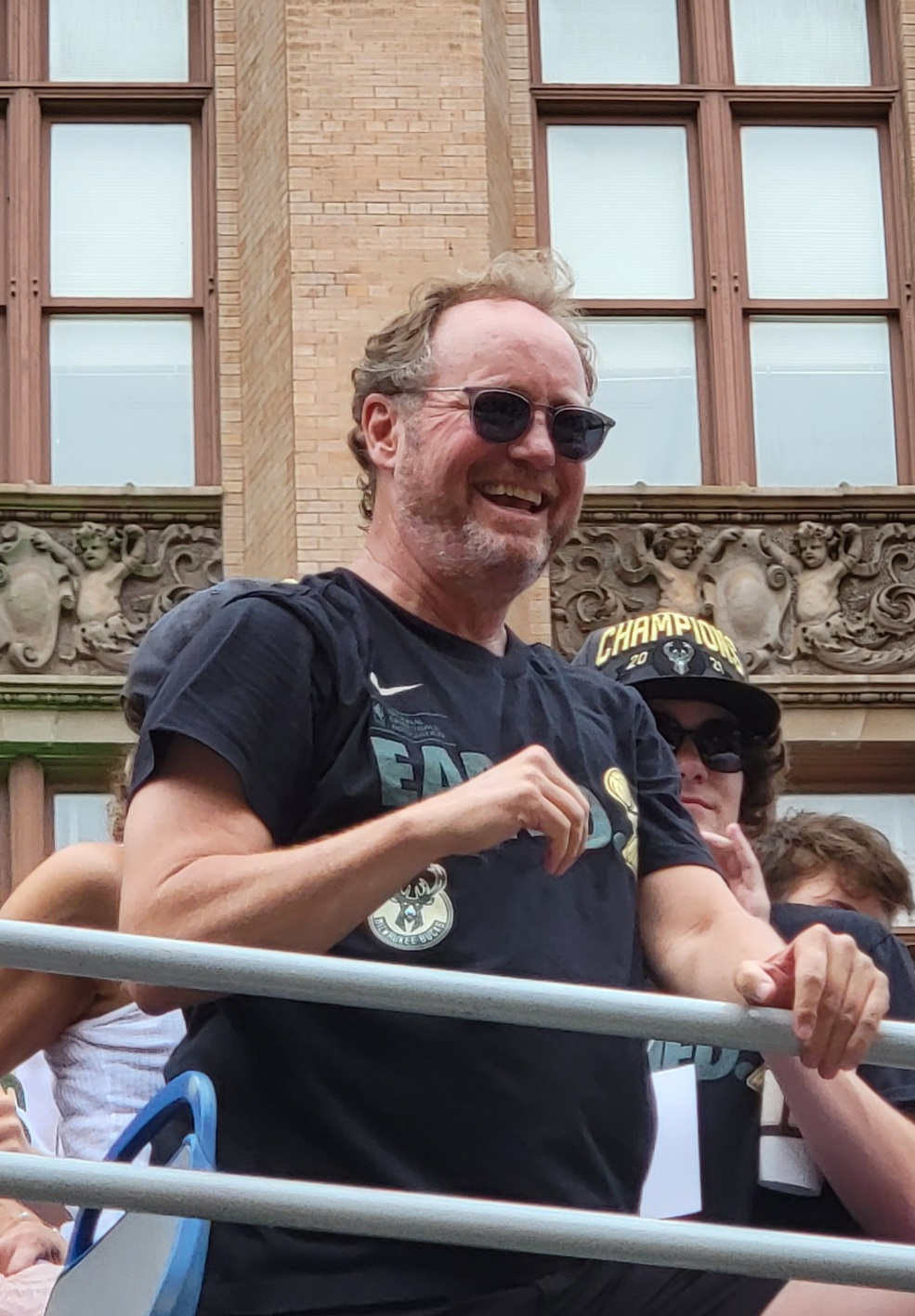
Mike Budenholzer, ganador en 2019 y 2020.

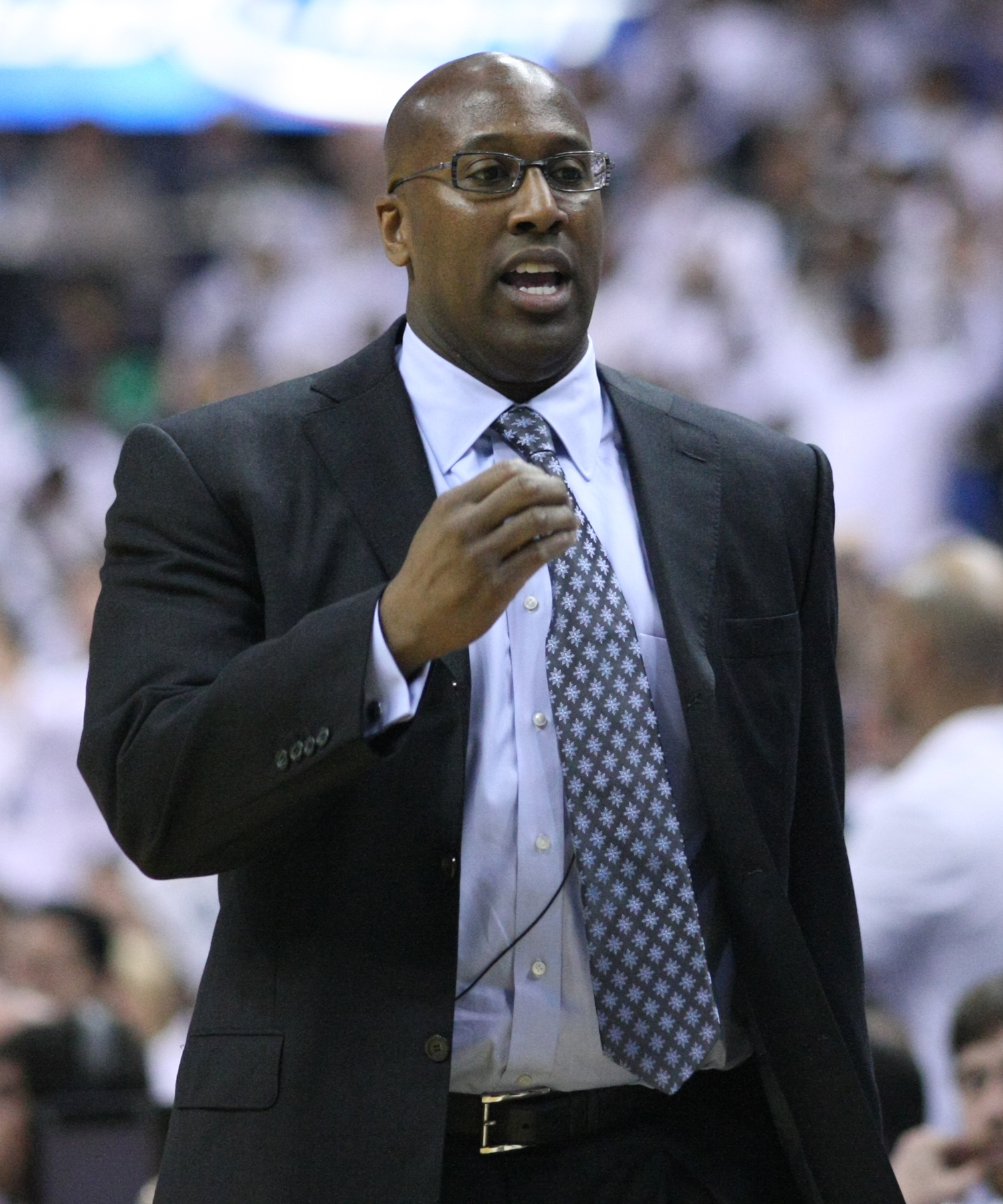
Mike Brown ganó el premio en 2023.

El  Premio Michael H. Goldberg al mejor entrenador del año de la NBCA (Michael H. Goldberg NBCA Coach of the Year Award) es un galardón anual otorgado por la National Basketball Coaches Association, la asociación nacional de entrenadores de baloncesto profesional, desde la temporada 2016-17 de la NBA. El galardón recibe el nombre de Michael Goldberg, que fue director ejecutivo de la asociación durante más de 30 años. Dos entrenadores han recibido el galardón en dos ocasiones, Mike Budenholzer, con Milwaukee Bucks, y Monty Williams con los Phoenix Suns.

## Ganadores
| Temporada | Entrenador           | Equipo                    | G-P   | %G   | Ref    |
| --------- | -------------------- | ------------------------- | ----- | ---- | ------ |
| 2016–17   | Erik Spoelstra       | Miami Heat                | 41–41 | .500 | [ 3 ]  |
| 2016–17   | Mike D'Antoni        | Houston Rockets           | 55–27 | .671 | [ 3 ]  |
| 2017–18   | Dwane Casey          | Toronto Raptors           | 59–23 | .720 | [ 4 ]  |
| 2018–19   | Mike Budenholzer     | Milwaukee Bucks           | 60–22 | .732 | [ 5 ]  |
| 2019–20   | Mike Budenholzer (2) | Milwaukee Bucks (2)       | 56–17 | .767 | [ 6 ]  |
| 2019–20   | Billy Donovan        | Oklahoma City Thunder     | 44–28 | .611 | [ 6 ]  |
| 2020–21   | Monty Williams       | Phoenix Suns              | 51–21 | .708 | [ 7 ]  |
| 2021–22   | Monty Williams (2)   | Phoenix Suns (2)          | 64–18 | .780 | [ 8 ]  |
| 2022–23   | Mike Brown           | Sacramento Kings          | 48–34 | .585 | [ 9 ]  |
| 2023–24   | Mark Daigneault      | Oklahoma City Thunder (2) | 57–25 | .695 | [ 10 ] |
| 2024–25   | Kenny Atkinson       | Cleveland Cavaliers       | 64–18 | .780 | [ 11 ] |